# Erika Spiegel
Erika Spiegel (* 24. Oktober 1925 in Berlin; † 9. September 2017 in Heidelberg) war eine deutsche Sozialwissenschaftlerin und Stadtsoziologin.

## Leben
Erika Spiegel, Tochter aus der Ehe des Anwaltes Fritz Jacke und seiner Ehefrau Augusta Millas, studierte Soziologie, Nationalökonomie sowie Neuere Geschichte und Öffentliches Recht an der Universität Heidelberg. 1956 wurde sie dort zur Dr. phil. promoviert. 1958 wurde sie wissenschaftliche Mitarbeiterin am Institut für Sozialforschung in Frankfurt am Main. 1963 wechselte sie zur List Gesellschaft an der Universität Basel und beschäftigte sich mit dem Forschungsauftrag zur Planung und Entwicklung der neuen Städte in Israel. Von 1966 bis 1968 war sie wissenschaftliche Mitarbeiterin in der Abteilung Stadtforschung der Stadt Hannover.
1968 erhielt sie einen Ruf auf die Professur für Soziologische Grundlagen der Raumplanung an der Universität Dortmund und war damit der erste weibliche Lehrstuhlinhaber an dieser Universität. 1978 übernahm sie die Leitung des Deutschen Instituts für Urbanistik (DIFU) in Berlin, des größten kommunalwissenschaftlichen Instituts in Deutschland, einer Gemeinschaftseinrichtung des Bundes, des Landes Berlin und von mehr als 100 deutschen Städten und Regional-/Umlandverbänden. 1981 erfolgte die Berufung auf die Professur für Sozialwissenschaftliche Grundlagen des Städtebaus an der TU Hamburg-Harburg. Nach ihrer Emeritierung 1993 war sie freiberuflich in Heidelberg tätig.
Spiegel war von 1972 bis 1977 und 1984 bis 1990 Präsidiumsmitglied der Deutschen Akademie für Städtebau und Landesplanung sowie 1991/92 Vizepräsidentin der Akademie für Raumforschung und Landesplanung – Leibniz-Forum für Raumwissenschaften. 1995 wurde sie Mitglied des Planungsbeirates der Stadt Mannheim.

## Ehrungen und Auszeichnungen
- Schader-Preis der Schader-Stiftung (1993)
- Cornelius-Gurlitt-Denkmünze der Deutschen Akademie für Städtebau und Landesplanung (1997)
- Ehrendoktorwürde Dr. Ing. h.c. durch die Fakultät Raumplanung der TU Dortmund (2010)[4]